# BWF International Challenge 2012
Die BWF International Challenge 2012 war die sechste Auflage der BWF International Challenge im Badminton.

## Turniere und Sieger
| Veranstaltung | Herreneinzel            | Dameneinzel          | Herrendoppel                                   | Damendoppel                         | Mixed                              |
| ------------- | ----------------------- | -------------------- | ---------------------------------------------- | ----------------------------------- | ---------------------------------- |
| Schweden      | Chan Yan Kit            | Pi Hongyan           | Vladimir Ivanov Ivan Sozonov                   | Mariana Agathangelou Heather Olver  | Nathan Robertson Jenny Wallwork    |
| Iran          | Niluka Karunaratne      | Neslihan Yiğit       | Markus Fernaldi Gideon Agripina Prima Rahmanto | Rie Eto Yu Wakita                   | nicht ausgetragen                  |
| Österreich    | Przemysław Wacha        | Sayaka Takahashi     | Rupesh Kumar Sanave Thomas                     | Ng Hui Ern Ng Hui Lin               | Wong Wai Hong Chau Hoi Wah         |
| Polen         | Hsu Jen-hao             | Ai Goto              | Vladimir Ivanov Ivan Sozonov                   | Mariana Agathangelou Heather Olver  | Nathan Robertson Jenny Wallwork    |
| Vietnam       | Derek Wong Zi Liang     | Nitchaon Jindapol    | Ricky Karanda Suwardi Muhammad Ulinnuha        | Pia Zebadiah Rizki Amelia Pradipta  | Hafiz Faizal Pia Zebadiah          |
| Niederlande   | Andre Kurniawan Tedjono | Yao Jie              | Nelson Heg Wei Keat Teo Ee Yi                  | Lotte Bruil Paulien van Dooremalen  | Robert Mateusiak Nadieżda Zięba    |
| Japan         | Kazumasa Sakai          | Sayaka Takahashi     | Takeshi Kamura Keigo Sonoda                    | Rie Eto Yu Wakita                   | Ricky Widianto Richi Puspita Dili  |
| Finnland      | Rajiv Ouseph            | Yao Jie              | Vladimir Ivanov Ivan Sozonov                   | Alexandra Bruce Michelle Li         | Chris Adcock Imogen Bankier        |
| Tahiti        | Tan Chun Seang          | Michelle Li          | Adrian Liu Derrick Ng                          | Eva Lee Paula Obanana               | Ross Smith Renuga Veeran           |
| Dänemark      | Henri Hurskainen        | Sandra-Maria Jensen  | Christian Skovgaard Mads Pieler Kolding        | Line Damkjær Kruse Marie Røpke      | Mads Pieler Kolding Julie Houmann  |
| Peru          | Tan Chun Seang          | Michelle Li          | Howard Bach Tony Gunawan                       | Alexandra Bruce Michelle Li         | Toby Ng Grace Gao                  |
| Spanien       | Brice Leverdez          | Salakjit Ponsana     | Jorrit de Ruiter Dave Khodabux                 | Tatjana Bibik Anastasia Chervyakova | Marcus Ellis Gabrielle White       |
| Malediven     | Srikanth Kidambi        | Sayaka Takahashi     | Itani Kazuya Tomoya Takashina                  | Naoko Fukuman Kurumi Yonao          | Raj Popat Devi Tika Permatasari    |
| Russland      | Dmytro Zavadsky         | Kamila Augustyn      | Baptiste Carême Gaëtan Mittelheisser           | Tatjana Bibik Anastasia Chervyakova | Baptiste Carême Audrey Fontaine    |
| Indonesien    | Alamsyah Yunus          | Desi Hera            | Ricky Karanda Suwardi Muhammad Ulinnuha        | Pia Zebadiah Rizki Amelia Pradipta  | Lee Jae-jin Yoo Hyun-young         |
| Ukraine       | Emil Holst              | Evgeniya Kosetskaya  | Baptiste Carême Gaëtan Mittelheisser           | Audrey Fontaine Émilie Lefel        | Nico Ruponen Amanda Högström       |
| Belgien       | Andre Kurniawan Tedjono | Sashina Vignes Waran | Adam Cwalina Koen Ridder                       | Selena Piek Iris Tabeling           | Marcus Ellis Gabrielle White       |
| Tschechien    | Joachim Persson         | Kirsty Gilmour       | Chris Langridge Peter Mills                    | Heather Olver Kate Robertshaw       | Chris Langridge Heather Olver      |
| Bulgarien     | Przemysław Wacha        | Linda Zechiri        | Liang Jui-wei Liao Kuan-hao                    | Mariana Agathangelou Heather Olver  | Valeriy Atrashchenkov Anna Kobceva |
| Schweiz       | Dieter Domke            | Kirsty Gilmour       | Adam Cwalina Przemysław Wacha                  | Heather Olver Kate Robertshaw       | Peter Käsbauer Isabel Herttrich    |
| Brasilien     | Kevin Cordón            | Nicole Grether       | Gan Teik Chai Ong Soon Hock                    | Nicole Grether Charmaine Reid       | Phillip Chew Jamie Subandhi        |
| Malaysia      | Wisnu Yuli Prasetyo     | Lydia Cheah Li Ya    | Goh V Shem Teo Ee Yi                           | Chow Mei Kuan Lee Meng Yean         | Ong Jian Guo Woon Khe Wei          |
| Wales         | Chou Tien-chen          | Chiang Mei-hui       | Marcus Ellis Paul van Rietvelde                | Lauren Smith Gabrielle White        | Marcus Ellis Gabrielle White       |
| Norwegen      | Chou Tien-chen          | Sashina Vignes Waran | Ruud Bosch Koen Ridder                         | Eefje Muskens Samantha Barning      | Jorrit de Ruiter Samantha Barning  |
| Schottland    | Anand Pawar             | Sayaka Takahashi     | Takeshi Kamura Keigo Sonoda                    | Naoko Fukuman Kurumi Yonao          | Marcus Ellis Gabrielle White       |
| Indien        | R. M. V. Gurusaidutt    | P. C. Thulasi        | Ko Sung-hyun Lee Yong-dae                      | Lee So-hee Shin Seung-chan          | Irfan Fadhilah Weni Anggraini      |